# プロテクター計画
プロテクター計画(Project Protector)は21世紀初頭におけるニュージーランド海軍の艦船整備計画である。

## 概要
プロテクター計画は、より上位の国防長期発展プランに基づいて提出された計画である。2002年から計画の発表が行われ、産業界への周知を経て2004年7月に契約が締結された。予算総額はおよそ5億ドルである。
ニュージーランドは80年代から長らくラディカルな財政再建政策を実行し、大胆な国家運営費の削減を行った。この過程で国防予算も多く奪われ、その能力の維持すら及ばなくなった。90年代に示された国防整備計画も世論の説得と予算の裏づけを与えられず破綻。海軍においては求められていたリアンダー級フリゲートの代艦アンザック級フリゲート4隻のうち2隻がキャンセルされてしまった。
このように、従来の考え方では立ち行かなくなってしまった国防政策を改めるべくクラーク政権は、いくつかのレポートを元に2002年、国防長期発展プランを作成した。予算の制約の中で、今後の世界情勢についての概観から各部門について優先度を定めるとし、そのなかで海軍は、今まで以上に準軍事的、非軍事的な領域に重点を置くとともに、海外派遣のための艦船の整備を行うこととし、フリゲートのような艦船はこれ以上の削減はしないが整備もしないとした。

## 建造艦
プロテクター計画は多任務艦1、哨戒艦2、哨戒艇4の計7隻からなる。詳細は各項目を参照のこと。
- カンタベリー多任務艦 - 本計画の目玉である。海外派兵に必要として整備された。
- オタゴ級哨戒艦
- ロトイティ級哨戒艇

広大なEEZと領海の警備、救難、環境調査などいくつもの役割をこなす。